# Хамилкар Барка
Хамилкар Барка (Мъ́лния) (към 277 – 229 г. пр.н.е.) е картагенски пълководец и държавник, баща на Ханибал.

## Борба срещу Рим
В последните години на Първата пуническа война Хамилкар Барка опустошава с флотата си (247 пр.н.е.) югозападното крайбрежие на Италия (по-точно днешни Калабрия и Кампания) и воюва срещу римляните в Сицилия – при Херкте (до Панорм, 247 – 244 пр.н.е.) и Ерикс (до Дрепана, 244 – 241 пр.н.е.). На тази фаза от войната Рим вече е завоювал почти целия остров (без римския съюзник Сиракуза на югоизток). Картагенците са изтласкани и обсадени в крепостите Лилибеум и Дрепана на запад и се държат благодарение на временното си надмощие по море. С действията си Хамилкар успява да неутрализира натиска върху двете крепости. Римляните не успяват да се справят с него, въпреки че съсредоточават значителни войски. През 241 г. пр.н.е., в резултат на поражението на флота си в битката при Егадските острови, Картаген изпада в тежко положение. Решението за продължаване или прекратяване на бойните действия е поверено на Хамилкар. Договорът, сключен между него и римския консул Гай Лутаций Катул, слага край на Първата пуническа война. Картагенците са принудени да се изтеглят от последните си владения в Сицилия.

## В Либийската война
След първите неуспехи в така наречената „Либийска война“ (въстанието на наемниците, служили срещу Рим, и коренните жители на Древен Тунис, наричани от античните летописци „либийци“) картагенците поверяват командването на Хамилкар. Той печели няколко битки (в т. ч. при река Баграда и Прион), но не успява да сломи въстаниците, преди да се помири със своя политически противник Ханон. Двамата заедно успяват да нанесат през 238 (или 239) г. пр.н.е. решително поражение на въстаническия предводител Мато и да възстановят картагенската власт над либийците.

## Завоевания в Иберия
Скоро след победата над въстаналите наемници Хамилкар Барка започва поредица от военни кампании за завладяване на Иберия (съвременни Испания и Португалия). Целта му е да засили Картаген с нови владения на мястото на Сицилия и Сардиния, присъединени от римляните, и да подготви своя град за нов открит конфликт с Рим. В продължение на девет години с оръжие и дипломатически средства успява да подчини много от племената по поречието на Гуадалкивир (турдетани, бастули и др.). Овладява контрола върху старите богати сребърни рудници на Тартес и използва придобитата плячка за засилване на политическото си влияние в Картаген. Изграждайки постоянна база в завзетите територии Хамилкар основава град Акра Левке  (днешния Аликанте). Загива през 229 г. пр.н.е. в битка с иберите при Хелика (днес Елче).

### Поколение
В първата испанска хроника „Estoria de Espanna“ (1282 или 1284), се съобщава за четирима сина и една дъщеря на Хамилкар:
- ♂ Ханибал
- ♂ Хасдрубал Барка
- ♂ Магон Барка
- ♂ Анон
- ♀ първа дъщеря, която била омъжена за Хасдрубал от пунически род [8]
- ♀ втора дъщеря
- ♀ трета дъщеря Саламбо (художествено име, а пуническото ѝ е неизвестно, и която била омъжена за Нар Хавас)